# Australobius devertens
Australobius devertens är en mångfotingart som först beskrevs av Trozina 1894.  Australobius devertens ingår i släktet Australobius och familjen stenkrypare. Inga underarter finns listade i Catalogue of Life.